# Санта Роса (Аризона)
Санта Роса (енгл. Santa Rosa) насељено је место без административног статуса у америчкој савезној држави Аризона.

## Демографија
По попису из 2010. године број становника је 628, што је 190 (43,4%) становника више него 2000. године.
| Група             | 2000.    | 2010.     |
| Белци             | 2 (0,5%) | 9 (1,4%)  |
| Афроамериканци    | 0 (0,0%) | 1 (0,2%)  |
| Азијати           | 0 (0,0%) | 0 (0,0%)  |
| Хиспаноамериканци | 4 (0,9%) | 12 (1,9%) |
| Укупно            | 438      | 628       |